# Червона калина (фестиваль)
Червона калина — обласний фестиваль мистецтв, приурочений річницям від дня народження Степана Чарнецького. Проходить щорічно у жовтні в селі Шманьківці Чортківського району Тернопільської області, Україна. Вперше відбувся 26 травня 1991 року з відриттям пам'ятника Степану Чарнецькому.

## Історія фестивалів

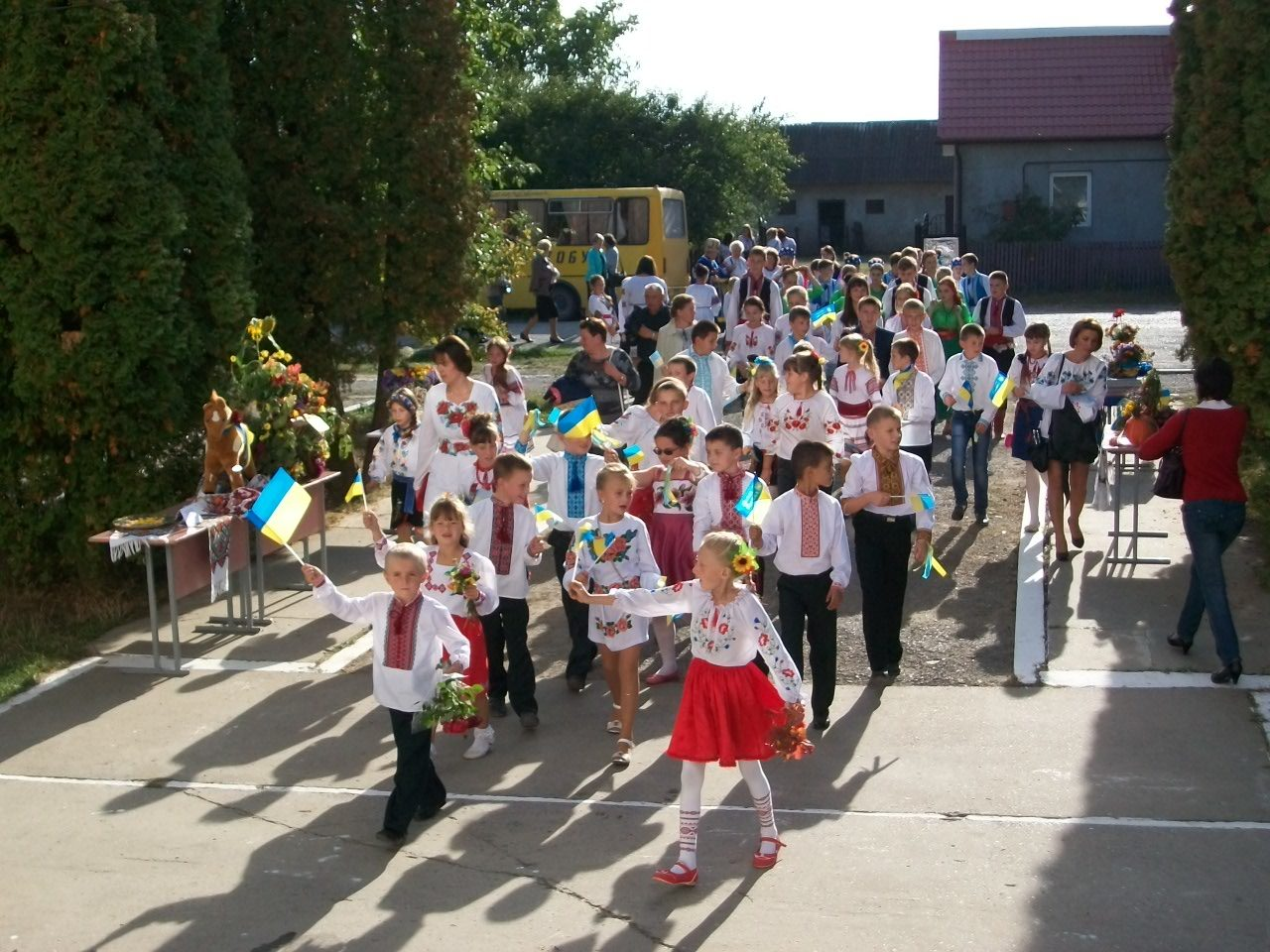
2016

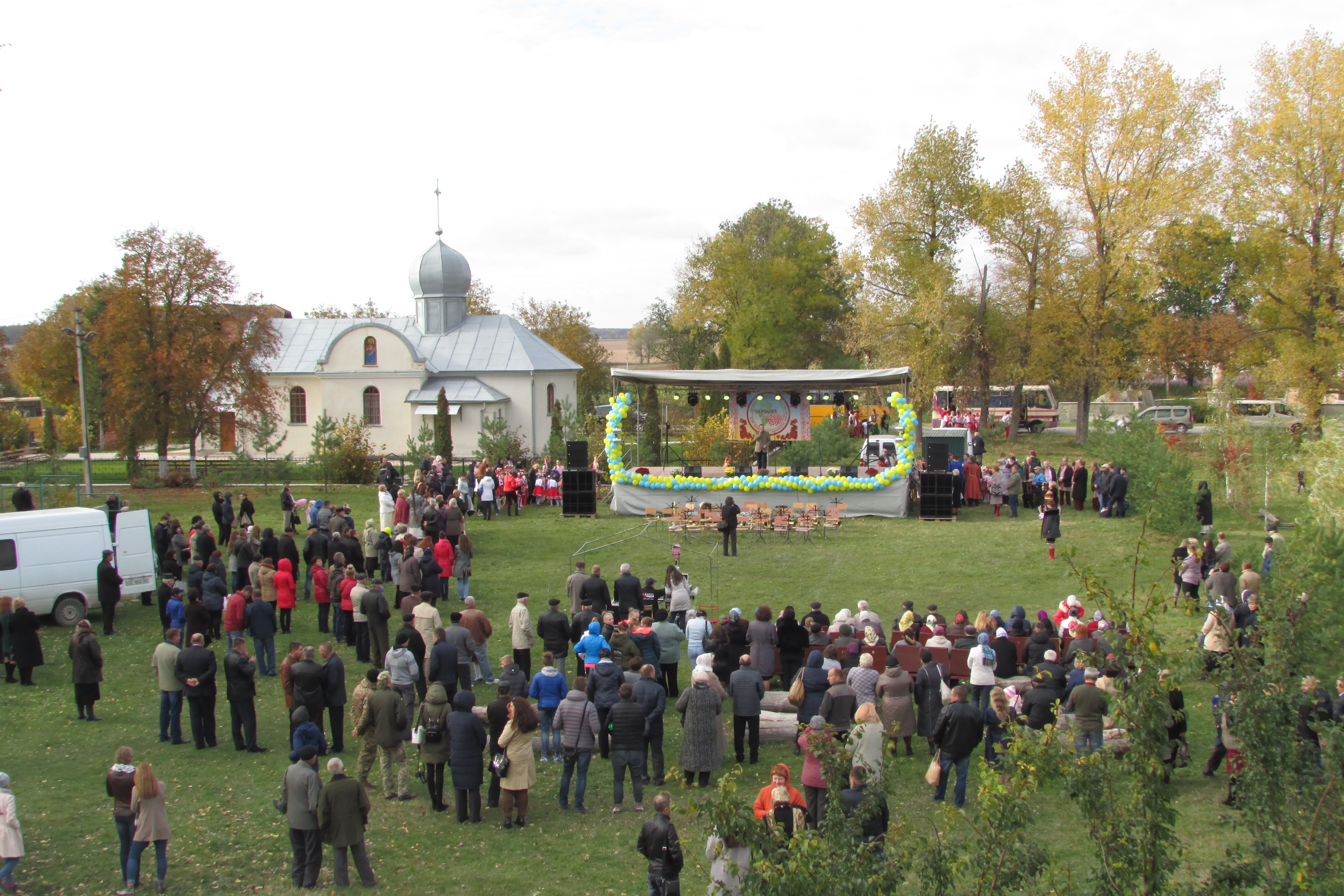
2017

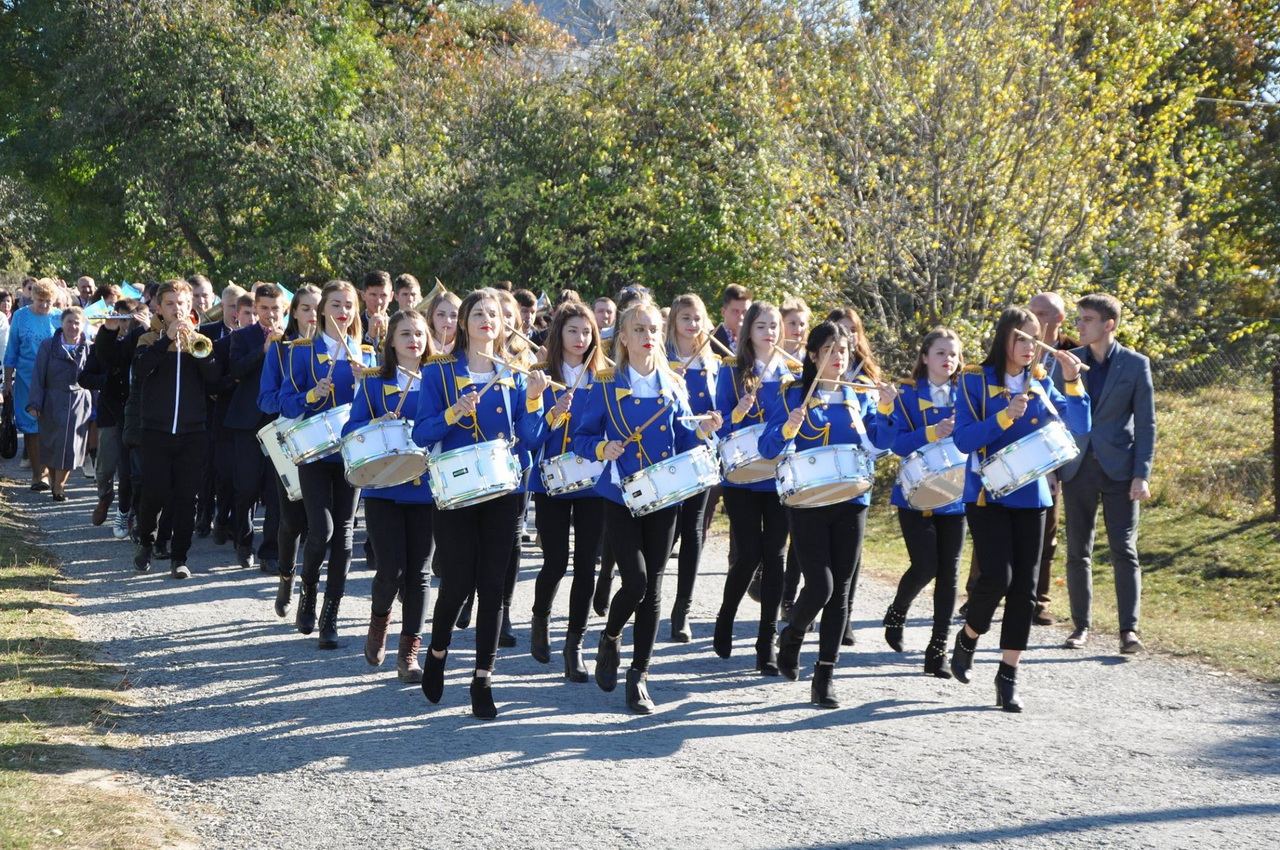
2019

### 1991
За місяць до перших фестин було висаджено на місці колишньої плебанії, 110 кущів червоної калини — на ознаменування 110-ї річниці від дня народження поета
Відбувся фестиваль 26 травня 1991 року з відкриття пам'ятника Степану Чарнецькому (ініціаторка встановлення — Надія Процьків). Тоді, відзначали 110-річницю земляка. Організувала дійство, землячка та керівник відділу культури Галина Сушельницька. Також, була присутня дочка поета, Олександра Чарнецька-Кучма.
Під час фестивалю на стадіоні з червоними прапорами вперше замайоріли синьо-жовті.

### 2011
Відбувся 9 жовтня.

### 2013
Відбувся 13 жовтня. На фестинах був присутній автор пам'ятника Степанові Чарнецькому, скульптор Іван Мулярчук.

### 2015
Перший етап фестивалю, відбувся 4 жовтня у с. Шманьківці, а другий 14 жовтня, у Чортківському замку.

### 2016
Відбувся 14 жовтня.
У рамках фестивалю «Червона калина» було встановлено рекорд України по «Наймасовішому виконанню стрілецького гімну України».

### 2017—2018
Відбувся 14 жовтня.

### 2019
Відбувся 14 жовтня.
На фестини завітала правнучка поета Олеся Чайковська разом з родиною.

### 2020—2021
Відбувся 14 жовтня.

## Дійства
Виступають різні учасники художньої самодіяльності з населених пунктів громад району, міста, районного будинку культури, педагогічного та медичного коледжів, Теребовлянського фахового коледжу культури і мистецтв запрошені гості з Тернополя та інші. На фестивалі діє також виставка-ярмарок районних умільців, де можна придбати їхні вироби.